# 1632
Évszázadok: 16. század – 17. század – 18. század
Évtizedek: 1580-as évek – 1590-es évek – 1600-as évek – 1610-es évek – 1620-as évek – 1630-as évek – 1640-es évek – 1650-es évek – 1660-as évek – 1670-es évek – 1680-as évek
Évek: 1627 – 1628 – 1629 – 1630 –  1631 – 1632 – 1633 – 1634 – 1635 – 1636 – 1637

## Események

### Határozott dátumú események
- november 16. – A lützeni csatában a svéd csapatok uralkodójuk, Gusztáv Adolf elvesztése ellenére legyőzték a Wallenstein vezette császári hadsereget.[1]

### Határozatlan dátumú események
- az év folyamán –
  - II. Ferdinánd magyar király a – Bocskai István fejedelem által letelepített – böszörményi és a dorogi hajdúk szabadságát megerősíti, s ezzel a hajdúkat másodszor is beiktatták birtokaikba.[2]

## Az év témái

### 1632 a tudományban
- Megjelenik Galileo Galilei műve, a Dialogo sopra i due massimi sistemi del mondo tolemaico, e copernicano,[3] ami miatt később perbe fogják.

## Születések
- augusztus 29. – John Locke, angol empirista filozófus, orvos és politikus († 1704)
- október 20. – Christopher Wren, angol építész, matematikus és csillagász († 1723)
- október 24. – Anton van Leeuwenhoek, holland biológus, egyebek mellett a baktériumok felfedezője († 1723)
- október 31. – Jan Vermeer van Delft, Rembrandt mellett a 17. századi holland művészet legnagyobb alakja († 1675)
- november 3. – I. Apafi Mihály, erdélyi fejedelem († 1690)
- november 23. – Jean Mabillon francia bencés szerzetes és történettudós, az oklevéltan megalapítója († 1707)
- november 24. – Baruch Spinoza, holland filozófus († 1677)
- november 28. – Jean-Baptiste Lully (Giovanni Battista Lulli), firenzei-francia zeneszerző († 1687)

## Halálozások
- április 20. – Johann t’Serclaes Tilly, a harmincéves háború egyik híres hadvezére (* 1559)
- november 17. – Gottfried Heinrich zu Pappenheim német katonatiszt, császári tábornok a harmincéves háborúban (* 1594)